# Cyperus alternifolius
Cyperus alternifolius es una especie de la familia de las ciperáceas, comúnmente llamada paragüita. La planta es originaria de África Occidental, Madagascar y la península arábiga, pero está ampliamente distribuida por todo el mundo Ha ganado el Galardón al Mérito en Jardinería de la Real Sociedad de Horticultura, habita en riberas de ríos y humedales por debajo de los 100-300 m. s. n. m. Se ha naturalizado en muchas regiones tropicales y se cultiva ampliamente como planta ornamental.

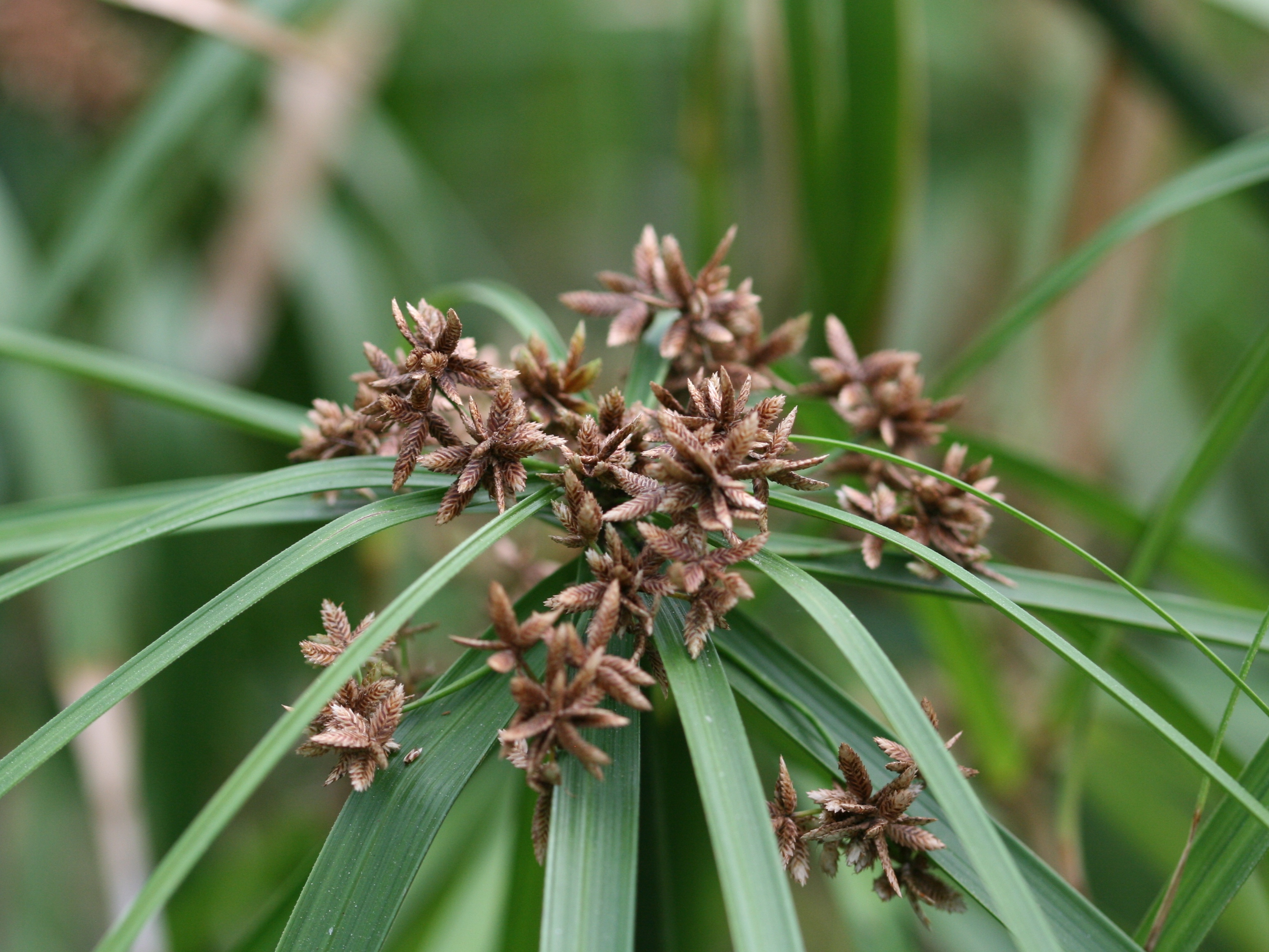
Flores

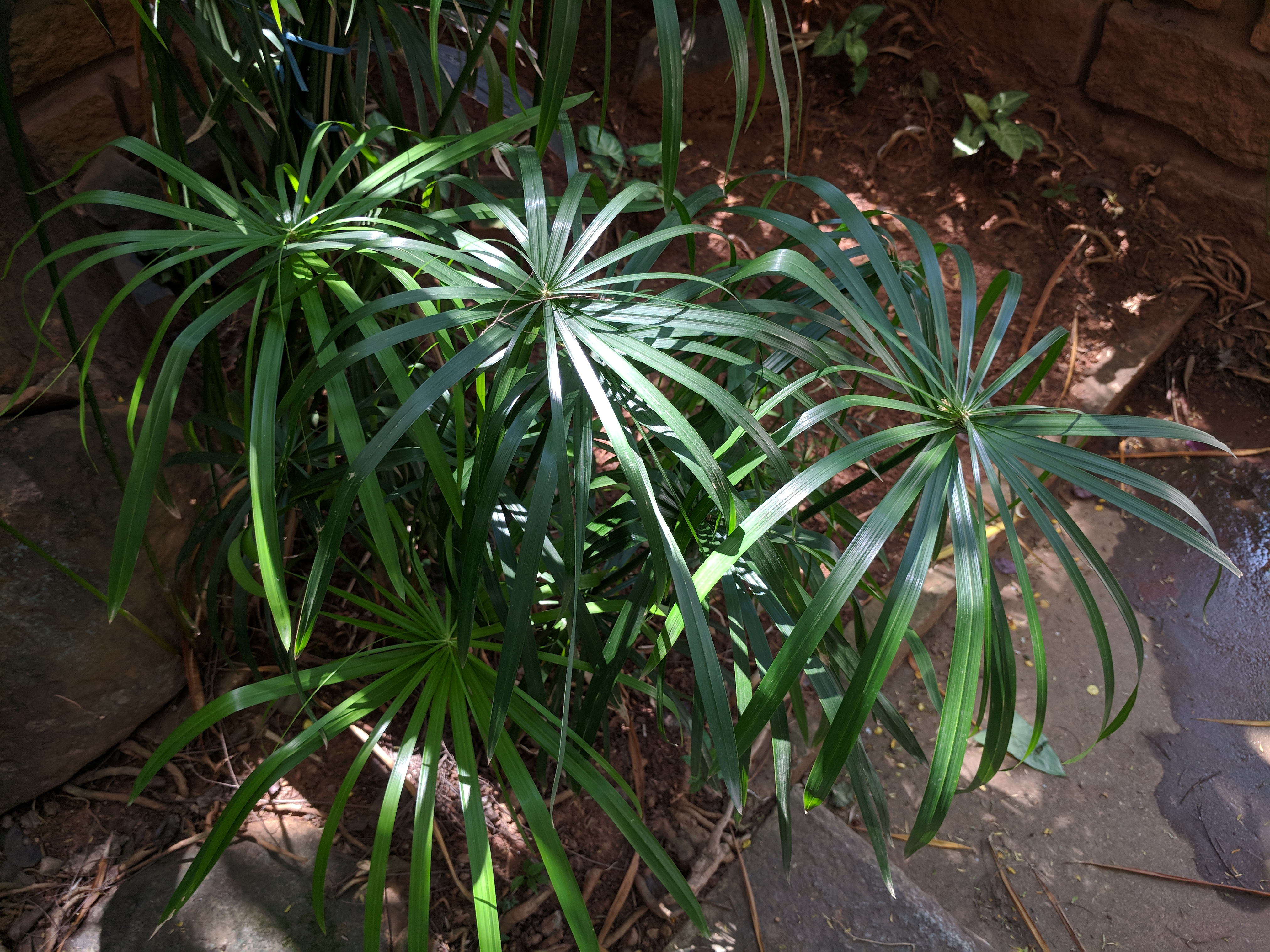
Vista de la planta

## Descripción
Planta perenne cespitosa, de entre 50-150 cm de altura. Posee un rizoma bastante corto y horizontal. Los tallos, de 4-7 mm de diámetro, son triangulares, lisos a finamente escabrosos. Cada tallo está coronado por una umbela de brácteas (10-25) en forma de hojas oblongo-lanceoladas de textura coriácea dispuestas en radio, como las varillas de un paraguas abierto. La inflorescencia es una espiguilla compuesta por un eje central (raquilla) con brácteas (glumas) espiraladas estrechamente imbricadas. Cada espiguilla porta una pequeña flor de color verde pálido.

## Cultivo
Se cultiva como planta ornamental de interior, o exterior en climas cálidos. Sus altas necesidades hídricas la hacen apta para utilizar en estanques, junto a nenúfares y la especies de Pontederia. 
Se multiplica por división de macolla o por esqueje de tallo. Se corta la umbela con unos cm de tallo y se introduce agua hasta que echa raíces.

## Taxonomía
Cyperus alternifolius fue descrita por (Willd.) Endl.   y publicado en Mantissa Plantarum 1: 28–29. 1767.
Etimología
Ver: Cyperus
alternifolius: epíteto latino que significa "con hojas alternas".
Variedades
- Cyperus alternifolius subsp. alternifolius Willd. ex Kunth
- Cyperus alternifolius subsp. flabelliformis Kük.
- Cyperus alternifolius subsp. textilis (Thunb.) Verloove[8]

Sinonimia
- Cyperus racemosus Poir.
- Eucyperus alternifolius (L.) Rikli[9][10]

Cyperus alternifolius alternifolius
- Cyperus frondosus Salisb.
- Cyperus onustus Steud.

Cyperus alternifolius flabelliformis Kük.
- Cyperus alternifolius Baker
- Cyperus flabelliformis Rottb.
- Cyperus flagellatus Hochst.
- Cyperus gradatus Forssk.
- Cyperus involucratus Rottb.
- Cyperus petersianus Boeckeler
- Cyperus proximus Steud.